# Fukumibari
I fukumibari (含針?) erano una arma utilizzata dai ninja del Giappone medievale. Erano piccoli aghi metallici che si nascondevano nella bocca del ninja, che venivano sputati in faccia all'avversario nella mischia.